# Alexandre Deschapelles
Alexandre Deschapelles (7 de març de 1780 – 27 d'octubre de 1847) fou soldat de la revolució i de l'Imperi, i un jugador d'escacs francès, probablement el millor jugador mundial entre la mort de Philidor i l'aparició de Louis de la Bourdonnais, de qui en fou mestre. És considerat el Campió del món no oficial entre els anys 1800-1820.

## Biografia i carrera
Fill de família de militars (el seu pare era oficial de la casa del rei), fou soldat a l'exèrcit de Napoleó, i va perdre la mà dreta a la batalla de Fleurus (1794), per la qual cosa era conegut amb el malnom de Manchot (manc). Va patir també una aparatosa ferida de sabre que li va afectar la cara, i que va provocar que els entusiastes contemporanis de la frenologia suggerissin que les ferides de sabre al crani tenien molt a veure amb la seva capacitat escaquística.
Deschapelles tingué una increïble aptitud per als jocs. Tres mesos després d'aprendre les regles del joc de dames, va derrotar el campió francès d'aquest joc.
També pretenia que havia après tot el que sabia sobre escacs en només tres dies. Havia començat a dedicar-se principalment als escacs el 1815. Cap al 1820 va acceptar en Louis de la Bourdonnais com a estudiant. A continuació, les seves derrotes contra John Cochrane i William Lewis dos anys després, Deschapelles van provocar que passés a jugar al whist, un predecessor del bridge. Va tornar a la competició d'escacs els 1830, i va continuar amb el seu costum de donar sempre avantatge (normalment de moviment i peó) als rivals. El 1842, encara va poder guanyar un matx contra Saint-Amant (+ 3 - 2 = 0).

### Al Café de la Régence
Durant quinze anys Deschapelles fou l'indiscutible millor jugador del Café de la Régence, lloc on hi perdé la supremacia només a partir de 1824, quan fou derrotat pel seu alumne La Bourdonnais, una derrota que el feu abandonar el joc dels escacs. És coneguda l'anècdota que va protagonitzar Deschapelles quan en una ocasió va preguntar a un possible oponent si voldria jugar una partida apostant, i el rival li va contestar que "La meva religió prohibeix jugar per diners"; Deschapelles replicà que "La meva prohibeix ésser absurd!"